# Tomasz Możejko
Tomasz Możejko (ur. 25 listopada 1965) – polski nauczyciel i samorządowiec, w latach 2010–2014 przewodniczący sejmiku województwa lubuskiego.

## Życiorys
Uzyskał tytuł magistra historii na Uniwersytecie im. Adama Mickiewicza w Poznaniu. Podjął pracę jako nauczyciel historii. Został członkiem Klubu Inteligencji Katolickiej oraz Świebodzińskiego Związku Kresowian. W latach 2008–2016 był prezesem gorzowskiego oddziału Agencji Nieruchomości Rolnych.
W latach 1994–2006 pełnił mandat radnego miasta Świebodzin. Wstąpił do Platformy Obywatelskiej, z listy której w 2005 bez powodzenia kandydował do Sejmu. W 2006 przegrał w II turze wyborze wybory na burmistrza miasta i gminy Świebodzin, jednak został radnym powiatu świebodzińskiego. W 2007 ponownie bezskutecznie kandydował do Sejmu. W 2010 został radnym sejmiku lubuskiego, a także jego przewodniczącym, którym był przez całą czteroletnią kadencję. W 2014 odnowił mandat radnego sejmiku.
Zasiadał w radzie krajowej oraz w zarządzie regionu lubuskiego PO (przez pewien czas jako jego sekretarz). 20 lipca 2016 został wykluczony z partii wraz z posłami Stanisławem Huskowskim, Michałem Kamińskim i Jackiem Protasiewiczem, którzy w tym samym roku powołali stowarzyszenie Europejscy Demokraci oraz współtworzyli partię Unia Europejskich Demokratów. Tomasz Możejko także był początkowo związany z tymi formacjami, jednak 26 czerwca 2017 przystąpił do stowarzyszenia Kukiz’15, zostając jedynym radnym wojewódzkim tego ugrupowania. W 2018 z ramienia lokalnego komitetu powrócił do rady powiatu świebodzińskiego. W kwietniu 2022 założone przez niego w międzyczasie Lubuskie Forum Samorządowe przystąpiło do Ogólnopolskiej Federacji Bezpartyjnych i Samorządowców. W tym samym roku założył także stowarzyszenie Forum Bezpartyjnych Samorządowów, zostając jego prezesem. W latach 2023–2024 zasiadał w zarządzie partii Bezpartyjni. W 2024, ponownie startując z lokalnego komitetu, nie uzyskał reelekcji do rady powiatu.
W 2012 otrzymał Srebrny Krzyż Zasługi.